# ホワイトスペース (電波)
ホワイトスペースとは、特定の電波利用サービスを目的に特定周波数帯の利用免許が与えられているにもかかわらず、チャンネル間の有害な混信を防ぐために設けられた、能動的に使用されていない周波数領域である。世界的な無線通信の利用増加に伴う帯域の不足から、帯域の有効利用が着目された。

## 動向

### 米国
携帯電話に代表される移動体通信のための電波使用の需要は大きく、一方では、ホワイトスペースと呼ばれる未使用の周波数帯が存在している。例えば2008年11月に米国の連邦通信委員会は、空いている7つの周波数帯域54 - 60MHz、76 - 88MHz、174 - 216MHz、470 - 608MHz、614 - 698MHzについて、利用がないと判断できれば無免許での利用を許可するとした。
近い将来、Mobile WiMAXやLTEを使用するような移動体側の無線端末機器が無線経由で地域と周波数帯ごとの電波の空き情報（ホワイトスペース情報）を得ることで、現在以上に広い周波数帯域を使用できるのではないかと期待されている。米ブロードコム社は、この電波の空き情報に関する利用手順をIEEE 802で標準化しようと考えており、早ければ米国内で2011年にもホワイトスペースを使用する携帯無線端末が登場する可能性がある。

## 日本
2009年（平成21年）
- 12月　総務省は「新たな電波の活用ビジョンに関する検討チーム」を発足[2]し、ホワイトスペースを含めた電波の活用について検討を開始した。

2010年（平成22年）
- 8月　検討チームの報告書が公表され、この中でUHFテレビ放送帯（470 - 770MHz[3]）で局所的に電波を利用する「ホワイトスペース特区」の創設が提言され、先行モデル10件が選定された[4]。
- 9月　総務省はホワイトスペース活用の全国展開を目指す「ホワイトスペース推進会議」を開催した[5]。また、ホワイトスペース特区に関する提案の募集を開始した[6]。

2011年（平成23年）
- 4月　ホワイトスペース特区として25件が決定した[7]。以後、六本木ヒルズなどから地上デジタルテレビ放送の実験試験局として放送が開始された。
- 7月　東北地方太平洋沖地震で被災した福島県南相馬市がホワイトスペースを利用して災害関連情報を配信する実験試験局が免許[8][9]され、「南相馬チャンネル」の名称で放送を開始[10]した。

2012年（平成24年）
- 4月　上記の結果を受け狭小な地域を対象とするエリア放送が制度化[11]された。また、携帯電話の普及に伴う周波数逼迫対策として、特定ラジオマイクの800MHz帯の利用は2019年3月までとし、代替としてテレビホワイトスペース帯を使用する[12]こととなった。

以降は、 エリア放送および特定ラジオマイクを参照。